# Regenbogen-Schwertlilie
Die Regenbogen-Schwertlilie (Iris innominata) ist eine Pflanzenart aus der Gattung der Schwertlilien (Iris) innerhalb der Familie der Schwertliliengewächse (Iridaceae).

## Merkmale
Die Regenbogen-Schwertlilie ist eine herbst-frühsommergrüne, ausdauernde krautige Pflanze, die ein Rhizom als Überdauerungsorgan bildet. Sie erreicht Wuchshöhen von 15 bis 25 Zentimeter. Die Blätter sind wintergrün, 35 Zentimeter lang, 0,2 bis 0,4 Zentimeter breit und länger als der Stängel. Eine Seite ist dunkelgrün, die andere ist heller. Am Grund sind die Blätter purpurn. Die meist eine, selten zwei Blüten haben einen Durchmesser von 6,5 bis 7,5 Zentimeter und sind goldgelb bis blassgelb oder blasslila gefärbt und braun oder violett geadert. Die Hängeblätter messen 4,5 bis 6,5 × 1,7 bis 3 Zentimeter, die Domblätter 4 bis 5,7 × 0,9 bis 1,6 Zentimeter. Bei beiden ist der Rand kraus. Die Perigonröhre ist 4,5 bis 12 Zentimeter lang. Die Frucht ist im Durchmesser rund und hat 3 Rippen. 
Die Blütezeit liegt im Juni.

## Vorkommen
Die Regenbogen-Schwertlilie kommt im Westen der USA im südwestlichen Oregon und im nordwestlichen Kalifornien in sonnigen, trockenen Wäldern vor.

## Nutzung
Die Regenbogen-Schwertlilie wird selten als Zierpflanze für Steingärten sowie als Schnittblume genutzt.

## Belege
- Eckehart J. Jäger, Friedrich Ebel, Peter Hanelt, Gerd K. Müller (Hrsg.): Rothmaler Exkursionsflora von Deutschland Band 5 Krautige Zier- und Nutzpflanzen. Spektrum Akademischer Verlag, Berlin Heidelberg 2008, ISBN 978-3-8274-0918-8.